# Hoplopheromerus flavescens
Hoplopheromerus flavescens är en tvåvingeart som beskrevs av Tsacas och H. Oldroyd 1967. Hoplopheromerus flavescens ingår i släktet Hoplopheromerus och familjen rovflugor.
Artens utbredningsområde är Kongo. Inga underarter finns listade i Catalogue of Life.